# Lorenzo Paolucci
Lorenzo Paolucci (Pescara, 1 oktober 1996) is een Italiaans voetballer.

## Carrière
Paolucci maakte op 17 januari 2015 zijn debuut in het profvoetbal: in de Serie B-wedstrijd tussen Trapani Calcio en Pescara mocht hij in de 83e minuut invallen voor Cristian Pasquato. Pescara leende hem in de seizoenen daarop uit aan derdeklassers Teramo Calcio, Taranto FC 1927, opnieuw Teramo Calcio en SS Monopoli 1966. In 2019 maakte hij de definitieve overstap naar Reggina Calcio. De club werd in 2020 kampioen in de Serie C, maar Paolucci promoveerde niet mee naar de Serie B, want in het seizoen 2020/21 leende de club hem uit aan zijn ex-club SS Monopoli 1966.
In juni 2021 ondertekende hij een contract voor drie seizoenen bij de Belgische eersteklasser Union Sint-Gillis. Op 28 augustus 2021 maakte hij er zijn officiële debuut in het eerste elftal: op de zesde competitiespeeldag mocht hij tijdens de 4-0-zege tegen Standard Luik in de slotfase invallen voor Dante Vanzeir, die na zijn hattrick een applauswissel kreeg van trainer Felice Mazzù. Na een seizoen keerde hij terug naar Italië naar de club US Ancona.